# Hernando (Florida)
Hernando ist ein census-designated place (CDP) im Citrus County im US-Bundesstaat Florida. Das U.S. Census Bureau hat bei der Volkszählung 2020 eine Einwohnerzahl von 9.284 ermittelt. 

## Geographie
Der CDP wird vom U.S. Highway 41 sowie der Florida State Road 200 durchquert. Er befindet sich rund 5 km nördlich von Inverness sowie etwa 110 km nördlich von Tampa.

## Geschichte
1891 wurde durch die Savannah, Florida and Western Railroad eine Bahnstrecke von Inverness über Hernando und Dunnellon nach Ocala eröffnet.

## Demographische Daten
Laut der Volkszählung 2010 verteilten sich die damaligen 9054 Einwohner auf 5425 Haushalte. Die Bevölkerungsdichte lag bei 111,1 Einw./km². 94,8 % der Bevölkerung bezeichneten sich als Weiße, 2,2 % als Afroamerikaner, 0,4 % als Indianer und 0,5 % als Asian Americans. 0,6 % gaben die Angehörigkeit zu einer anderen Ethnie und 1,4 % zu mehreren Ethnien an. 3,5 % der Bevölkerung bestand aus Hispanics oder Latinos.
Im Jahr 2010 lebten in 18,3 % aller Haushalte Kinder unter 18 Jahren sowie 47,9 % aller Haushalte Personen mit mindestens 65 Jahren. 64,0 % der Haushalte waren Familienhaushalte (bestehend aus verheirateten Paaren mit oder ohne Nachkommen bzw. einem Elternteil mit Nachkomme). Die durchschnittliche Größe eines Haushalts lag bei 2,17 Personen und die durchschnittliche Familiengröße bei 2,60 Personen.
16,8 % der Bevölkerung waren jünger als 20 Jahre, 14,9 % waren 20 bis 39 Jahre alt, 27,0 % waren 40 bis 59 Jahre alt und 41,3 % waren mindestens 60 Jahre alt. Das mittlere Alter betrug 54 Jahre. 50,0 % der Bevölkerung waren männlich und 50,0 % weiblich.
Das durchschnittliche Jahreseinkommen lag bei 33.792 $, dabei lebten 24,2 % der Bevölkerung unter der Armutsgrenze.
Im Jahr 2000 war Englisch die Muttersprache von 97,57 % der Bevölkerung und 2,43 % hatten eine andere Muttersprache.

## Sehenswürdigkeiten
Am 4. Mai 2001 wurde die Old Hernando Elementary School in das National Register of Historic Places eingetragen.